# 피에르 모루아
피에르 모루아(프랑스어: Pierre Mauroy, 1928년 7월 5일 ~ 2013년 6월 7일)는 프랑스의 정치인으로 프랑수아 미테랑 대통령 하에서 총리를 지냈다. 2013년 6월 사망했다.

## 생애
1928년 7월 5일에 카르티니에서 태어났다.
1973년 당선된 이후 2001년까지 28년 동안 릴 시장을 역임하였다.
1981년 프랑수아 미테랑이 대통령에 취임하자 총리로 임명되었다. 총리로 있는 동안 주당 근무 시간을 40시간에서 39시간으로 감축하고 정년을 65세에서 60세로 낮추는 등 노동자 위주의 정책을 시행하였다.
말년에 폐암 수술을 받은 후 오랜 투병생활을 하다 2013년 6월 7일 사망하였다. 그가 사망했다는 소식을 들은 프랑수아 올랑드는 "어려웠던 시기에 프랑스를 위해 봉직했던 분"이라고 애도했으며, 그의 후임 총리이자 당시 외무장관이었던 로랑 파비위스는 "사회민주주의의 한 기둥을 잃었다"라고 밝혔다.

## 역대 선거 결과
| 선거명      | 직책명                    | 대수 | 정당   | 1차 득표율 | 1차 득표수 | 2차 득표율 | 2차 득표수 | 결과 | 당락                  |
| ----------- | ------------------------- | ---- | ------ | ---------- | ---------- | ---------- | ---------- | ---- | --------------------- |
| 1973년 선거 | 하원의원 (노르 제4선거구) | 5대  | 사회당 | 34.08%     | 12,610표   | 53.69%     | 20,027표   | 1위  | 노르 주 하원의원 당선 |
| 1978년 선거 | 하원의원 (노르 제4선거구) | 6대  | 사회당 | 37.75%     | 14,158표   | 55.97%     | 21,395표   | 1위  | 노르 주 하원의원 당선 |
| 1981년 선거 | 하원의원 (노르 제4선거구) | 7대  | 사회당 | 50.11%     | 14,374표   |            |            | 1위  | 노르 주 하원의원 당선 |
| 1986년 선거 | 하원의원 (노르 선거구)    | 8대  | 사회당 | 0%         | -표        |            |            | 1위  | 노르 주 하원의원 당선 |
| 1988년 선거 | 하원의원 (노르 제1선거구) | 9대  | 사회당 | 44.13%     | 14,080표   | 55.73%     | 18,498표   | 1위  | 노르 주 하원의원 당선 |